# Dominick Guinn
Dominick Guinn (ur. 20 kwietnia 1975 w Hot Springs) – amerykański bokser wagi ciężkiej.

## Kariera amatorska
Dominick Guinn zaczął trenować boks, gdy miał 9. lat. Jego największym amatorskim osiągnięciem jest dwukrotna wygrana w turnieju Golden Gloves w kategorii super ciężkiej w latach 1997 i 1999. W 1999 po porażce z Calvinem Brockiem, nie  zakwalifikował się na Igrzyska Olimpijskich w Sydney. Jako amator stoczył 316 walk, z czego 290 wygrał, a 26 przegrał. 

## Kariera zawodowa
16 czerwca 2000 roku Guinn zadebiutował jako pięściarz zawodowy. W swojej pierwszej walce pokonał przez techniczny nokaut, w pierwszej rundzie, Leroya Hollisa.
7 czerwca 2003 Dominick Guinn pokonał w 7 rundzie, przez techniczny nokaut, Michaela Granta.
27 marca 2004 Guinn w swojej dwudziestej piątej walce, poniósł pierwszą porażkę. Po 12 rundach uległ niejednogłośnie na punkty Monte Barrettowi.
1 października 2005 Guinn po 12-rundowej walce, przegrał jednogłośnie na punkty z Jamesem Toneyem. Stawką pojedynku było Mistrzostwo Świata federacji IBA.
30 października 2010 Dominick Guinn przegrał jednogłośnie na punkty z Kubratem Pulewem.
3 sierpnia 2013 Guinn przegrał jednogłośnie na punkty, stosunkiem 98-92 i dwukrotnie 99-91, z Polakiem Tomaszem Adamkiem. Była to 10 porażka w zawodowej karierze Amerykanina.
25 maja 2018 Guinn przegrał jednogłośnie na punkty z Polakiem Arturem Szpilką na Narodowej Gali Boksu w Warszawie. Po tej walce postanowil zakończyć karierę.